# Plagiotaphrus longius
Plagiotaphrus longius är en mångfotingart som beskrevs av Carl Graf Attems 1928. Plagiotaphrus longius ingår i släktet Plagiotaphrus och familjen Spirostreptidae. Inga underarter finns listade i Catalogue of Life.